# Kyselina cholová
Kyselina cholová je základní žlučová kyselina. Jedná se o pevnou látku v podobě bezbarvých lístků nebo bílého prášku. Ve vodě je velmi slabě rozpustná, rozpouští se v ethanolu a kyselině octové. Při použití jako aditivum do potravin se označuje jako E1000.
Kyselina cholová se syntetizuje v játrech z cholesterolu. Před uvolněním do žluči se ukládá navázaná na koenzym A a konjugovaná s glycinem a taurinem.

## Použití v medicíně

### Protizánětlivé účinky
Kyselina cholová má protizánětlivé účinky, aplikuje-li se jako suspenze ve vazelinové bázi na zanícené klouby nebo hemoroidy. Může mít výhodu oproti kortikosteroidním přípravkům v menších nežádoucích účincích a širším terapeutickém záběru.

### Antimikrobiální aktivita derivátů
Některé kationové deriváty kyseliny cholové vykazují silnou baktericidní aktivitu proti multirezistentním gramnegativním a grampozitivním bakteriím. Jiné takové sloučeniny mají jen nízkou účinnost, zvyšují však permeabilitu membrány tak, že mohou hydrofobní antibiotika (např. erythromycin nebo rifampicin) pronikat do bakterií a výrazně tak zesilují citlivost bakterií vůči těmto antibiotikům.